# Superbror
|  | Denne artikel er oprettet af botten PalnaBot ud fra en ekstern database. Den kan derfor have sproglige fejl eller mangler. Denne skabelon kan fjernes efter kontrol af indholdet. |

Superbror er en film instrueret af Birger Larsen efter manuskript af Åke Sandgren.

## Handling
Den 10-årige Anton har nok at se til. Han går i skole, bor sammen med sin mor og sin ældre bror. Anton er på dagligt ekstraarbejde med sin storebror Buller, som er autist. Han mobbes i skolen over sin bror, som han til gengæld hævder, er karateekspert og går i skole i USA. En dag får han nok og råber mod stjernerne over Amager Fælled, at han ønsker sig en rigtig storebror. Og så kommer miraklet i form af en magisk remote-control, der, med et enkelt tryk på en knap, gør Buller til en superbror. Stærk, uovervindelig, kvik i replikken og parat til at hjælpe sin lillebror mod hans plageånder - så Anton kan få tid til at kæreste med smukke Agnes!